# Amybeth McNulty
Amybeth McNulty (* 7. listopadu 2001, Letterkenny, Irsko) je irsko-kanadská herečka. Je známá především díky roli Anne Shirleyové v dramatickém seriálu Anne s E na konci (2017–2019) z produkce CBC a Netflixu, založené na novele Anna ze zeleného domu autorky Lucy Maud Montgomery.

## Život
Amybeth McNulty se narodila 7. listopadu 2001 ve městě Letterkenny v Irsku jako jediná dcera irskému otci a kanadské matce. V mládí byla vzdělávána formou domácího vzdělávání. Byla mladou členkou divadla An Grianán, kde trénovala balet a herectví.
V 19 letech se přestěhovala od rodičů do Londýna. Je vegetariánkou, v červnu 2020 oznámila, že je bisexuálkou. V listopadu 2021 zemřela její matka.

## Kariéra
První zkušenosti získala baletními a amatérskými představeními v divadle An Grianán a v muzikálech scenáristy Paula Boyda. V roce 2014 hrála v seriálu Clean Break irské televize RTÉ One jako zvědavé dítě Jenny Raneová. V roce 2015 se objevila v seriálu Agatha Raisin jako mladší verze hlavní postavy a hostovala v seriálu The Sparticle Mystery televizního kanálu CBBC. Herecký debut zaznamenala ve sci-fi thrilleru Morgan, kde ztvárnila 10letou verzi hlavní postavy.
Mezi lety 2017–⁠2019 ztvárnila roli hlavní postavy Anne Shirleyové v dramatickém seriálu Anne s E na konci, založené na novele Anna ze zeleného domu z roku 1908 autorky Lucy Maud Montgomery. Do role byla vybrána z více než 1800 pro její schopnost vést dialog, který je „neuvěřitelně silný, dynamický a nádherný“, její casting se skládal z mluvení se stromy, květinami a stavění trůnů z větviček. Za toto ztvárnění sklidila uznání kritiku a získala cenu Canadian Screen Award za nejlepší televizní herečku a cenu ACTRA za nejlepší herecký výkon – žena.
Ve filmu Maternal, natočeném na počátku roku 2020, ztvárnila hlavní roli, ve stejném roce se objevila ve filmu Black Medicine, kde ztvárnila alkoholičku a drogově závislou irskou teenagerku. Byla obsazena režisérem Michaelem McGowanem do filmové adaptace All My Puny Sorrows, novely kanadské spisovatelky Miriam Toewsové. V červnu 2021 bylo oznámeno, že bude obsazena do čtvrté série dramatického seriálu Stranger Things, kde ztvárnila Vickie, rychle mluvící členku kapely, do níž se zamiluje Robin.

## Filmografie

### Film
| Rok  | Název               | Role             | Poznámky |
| ---- | ------------------- | ---------------- | -------- |
| 2014 | A Risky Undertaking | Ariadne Pleasant |          |
| 2016 | Morgan              | 10letá Morgan    |          |
| 2021 | Maternal            | Charlie McLeod   |          |
| 2021 | Black Medicine      | Áine             |          |
| 2021 | All My Puny Sorrows | Nora Von Riesen  |          |

### Televize
| Rok       | Název                 | Role            | Poznámky             |
| --------- | --------------------- | --------------- | -------------------- |
| 2014      | Agatha Raisin         | Mladá Agatha    | 1 díl                |
| 2015      | Clean Break           | Jenny Rane      | 4 díly               |
| 2015      | The Sparticle Mystery | Sputnik         | 2 díly               |
| 2017–2019 | Anne s E na konci     | Anne Shirleyová | hlavní role, 27 dílů |
| 2022      | Stranger Things       | Vickie          | 3 díly               |

## Ocenění a nominace
| Rok  | Ocenění                | Kategorie                                      | Nominované dílo   | Výsledek  |
| ---- | ---------------------- | ---------------------------------------------- | ----------------- | --------- |
| 2018 | Canadian Screen Awards | Nejlepší televizní herečka – dramatický seriál | Anne s E na konci | nominace  |
| 2019 | Canadian Screen Awards | Nejlepší televizní herečka – dramatický seriál | Anne s E na konci | vítězství |
| 2019 | ACTRA Toronto Awards   | Nejlepší výkon – žena                          | Anne s E na konci | vítězství |
| 2020 | Canadian Screen Awards | Nejlepší televizní herečka – dramatický seriál | Anne s E na konci | nominace  |